# 23877 Gourmaud
23877 Gourmaud este o planetă minoră (asteroid) din centura de asteroizi. A fost descoperită pe 16 septembrie 1998 la observatoire de la Côte d'Azur⁠(d) de OCA-DLR Asteroid Survey⁠(d) și a fost numită după Jamy Gourmaud⁠(d). 
Obiectul prezintă o orbită caracterizată de o semiaxă mare de 3,1691489 UAi, o excentricitate de 0,14, o înclinație de 4,97745 ° în raport cu ecliptica.